# SAC-Berg- und Hochtourenskala
Die SAC-Berg- und Hochtourenskala ist eine vom Schweizer Alpen-Club (SAC) speziell für hochalpine Fels- und Eistouren entwickelte Schwierigkeitsskala. Sie dient der Graduierung der einzelnen Routen als Referenz bei normalem und trockenem Wetter und orientiert sich jeweils an der Schlüsselstelle. Als Abkürzung werden häufig auch die französischen Bezeichnungen benutzt.

## Aufbau der Skala
1. Für die Gesamtbewertung einer Route gilt der Spitzenwert der Hauptkriterien.
2. Ab dem Grad WS kann mit − und + noch fein abgestuft werden.
3. Im Beschreibungskopf wird bei grösseren Abweichungen innerhalb der Route der Bereich angegeben: «ZS+, Anstieg zum Gipfelgrat WS».
4. Kommt eines der Hilfskriterien erschwerend dazu, wird der Grad um ⅓ Stufe angehoben (z. B. von WS+ auf ZS−), bei mehreren um ⅔ Stufen (von S+ auf SS).
5. Für die Kletterstellen gilt die UIAA-Skala (mit römischen Ziffern).
6. Beim Grad AS und erst recht bei EX kommt für die Clubführer höchstens eine Auswahl in Frage.

## Hauptkriterien
| Grad                                                   | Fels | UIAA-Grad | Firn und Gletscher                                                                             | Beispiele |
| ------------------------------------------------------ | --- | --------- | ---------------------------------------------------------------------------------------------- | --- |
| L leicht / facile F                                    | Einfaches Gehgelände (Geröll, einfacher Blockgrat).                                                                        | ab I      | Einfache Firnhänge, kaum Spalten.                                                              | - Piz Tschierva, Ostgrat - Wildhorn, ab Wildhornhütte - Bishorn, ab Tracuithütte                                |
| − WS wenig schwierig / peu difficile PD +              | Meistens noch Gehgelände, erhöhte Trittsicherheit nötig, Kletterstellen übersichtlich und problemlos.                      | ab II     | In der Regel wenig steile Hänge, kurze steilere Passagen, wenig Spalten.                       | - Piz Palü, Normalroute - Balmhorn, Normalroute - Weissmies, Normalroute                                        |
| − ZS ziemlich schwierig / assez difficile AD +         | Wiederholte Sicherung notwendig, längere und exponierte Kletterstellen.                                                    | ab III    | Steilere Hänge, gelegentlich Standplatzsicherung, viele Spalten, kleiner Bergschrund.          | - Piz Bernina, Biancograt - Mönch, Westgrat - Matterhorn, Hörnligrat                                            |
| − S schwierig / difficile D +                          | Guter Routensinn und effiziente Seilhandhabung erforderlich, lange Kletterstellen, erfordern meistens Standplatzsicherung. | ab IV     | Sehr steile Hänge, meistens Standplatzsicherung notwendig, viele Spalten, grosser Bergschrund. | - Piz Palü, Ostpfeiler des Ostgipfels - Eiger, Mittellegigrat - Weisshorn, Schaligrat                           |
| − SS sehr schwierig / très difficile TD +              | In den schwierigen Abschnitten durchgehend Standplatzsicherung nötig, anhaltend anspruchsvolle Kletterei.                  | ab V      | Anhaltendes Steilgelände, durchgehende Standplatzsicherung.                                    | - Piz Bernina, direkte Westwand - Doldenhorn, Ostgrat - Dent Blanche, Nordgrat - Eiger-Nordwand, Heckmair-Route |
| − AS äusserst schwierig / extrêmement difficile ED +   | Wanddurchstiege, die grosses Engagement erfordern.                                                                         | ab VI     | Sehr steile und senkrechte Stellen, erfordern Eiskletterei.                                    | - Eiger-Nordwand (Schottenroute) - Matterhorn, Zmuttnase                                                        |
| − EX extrem schwierig / abominablement difficile ABO + | Extrem steile, teilweise überhängende Wanddurchstiege.                                                                     | ab VII    | Eiskletterei extremer Richtung.                                                                | - Eiger-Nordwand (diverse Routen im westlichen Wandteil)                                                        |

## Hilfskriterien
- Anspruchsvolle Orientierung
- Erschwerte Absicherung
- Unzuverlässiger Fels
- Abbruch der Tour problematisch

## Übersetzung
Manchmal werden anstelle der deutschen Abkürzungen andere verwendet:
| Französisch | Französisch              | Deutsch | Deutsch            |
| Abk.        | Text                     | Abk.    | Text               |
| ----------- | ------------------------ | ------- | ------------------ |
| F           | facile                   | L       | leicht             |
| PD          | peu difficile            | WS      | wenig schwierig    |
| AD          | assez difficile          | ZS      | ziemlich schwierig |
| D           | difficile                | S       | schwierig          |
| TD          | très difficile           | SS      | sehr schwierig     |
| ED          | extrêmement difficile    | AS      | äusserst schwierig |
| ABO         | abominablement difficile | EX      | extrem schwierig   |

## Weitere SAC-Skalen
- SAC-Wanderskala
- SAC-Absicherungsskala
- SAC-Skitourenskala
- SAC-Schneeschuhtourenskala